# Mayflower

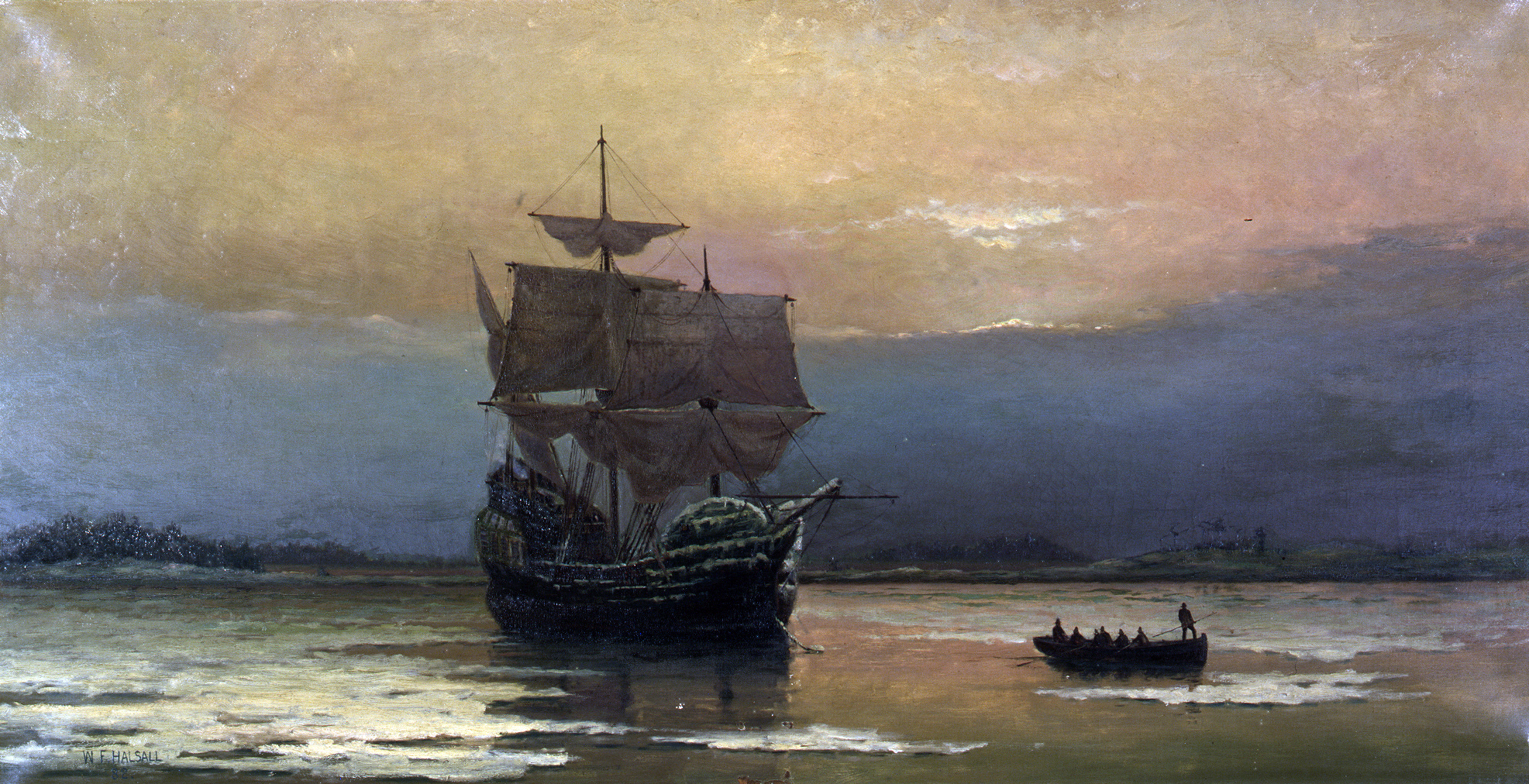
Mayflower v přístavu Plymouth – obraz Williama Halsalla z roku 1882

Mayflower byla anglická plachetnice typu galeona, která byla spuštěna na vodu roku 1615. Do své slavné plavby, kdy v roce 1620 přivezla z Anglie do Ameriky skupinu anglických puritánů a separatistů známých jako Otcové poutníci, sloužila jako obchodní loď dopravující z Bordeaux do Londýna víno. Ze služby byla vyřazena roku 1622 a roku 1624 byla prodána a rozebrána.

## Slavná plavba
Dne 6. září 1620 podle juliánského kalendáře nebo 16. září podle gregoriánského kalendáře opustila Mayflower anglický přístav Plymouth se 102 cestujícími a 25–30 členy posádky na palubě a zamířila s nimi k severoamerickým břehům. Cestující na lodi, kteří se pak usadili na území dnešních východních států USA, vešli do jejich dějin jako Otcové poutníci (Pilgrim Fathers).
Loď byla nákladní, takže byla pro pasažéry malá a nepohodlná. Někteří po cestě či těsně po ní onemocněli, jedno dítě se během plavby narodilo.
Mayflower původně mířila do ústí řeky Hudson na severním okraji anglické kolonie Virginia založené roku 1607 spolu s osadou Jamestown, ale odchýlila se z kursu a zakotvila v Cape Cod Bay nedaleko budoucího Plymouthu ve státě Massachusetts v USA.

## Druhá Mayflower
Další loď, také známá jako Mayflower, plula z Londýna do budoucího Plymouthu v roce 1629. Bylo na ní 35 cestujících. Nejednalo se o stejnou loď, která vykonala původní plavbu s prvními osadníky. Loď vyplula v květnu a do Plymouthu dorazila v srpnu. Tato loď plula z Evropy do Ameriky také v letech 1630, 1633, 1634 a 1639. V roce 1641 se o tuto plavbu pokusila znovu. V listopadu vyplula z Londýna pod vedením námořníka Joea Colea a vezla 140 cestujících do Virginie. Nikdy však nedorazila. 18. listopadu 1642 byla v Anglii prohlášena za ztracenou.